# Santarcangelo Calcio
Santarcangelo Calcio 1926 – włoski klub piłkarski z siedzibą w miejscowości Santarcangelo di Romagna w regionie Emilia-Romania.

## Historia
Klub założono w 1926 roku w Santarcangelo di Romagna. Za jego barwy obrano kolorystykę herbu miasta: żółć i granat. W początkach swojej działalności występował w lokalnych ligach regionu Emilia-Romania. W sezonie 1981/82 klub po raz pierwszy awansował do V ligi (Campionato Interregionale), natomiast w 2011 roku zadebiutował na IV szczeblu rozgrywek (Lega Pro Seconda Divisione). W 2014 roku, w wyniku reformy włoskiego systemu ligowego, Santarcangelo rozpoczęło występy w Lega Pro, stanowiącym III ligę. W sezonie 2015/16 klub zajął 11. lokatę w grupie B Lega Pro, co jest jego najlepszym dotychczasowym osiągnięciem.

## Barwy
Oficjalnymi barwami Santarcangelo Calcio są kolory żółty i granatowy. Symbolem klubu jest widniejący w herbie kogut Caveja, który jest zarazem symbolem Romanii.

## Stadion
Santarcangelo Calcio rozgrywa swoje mecze na Stadio Valentino Mazzola, zlokalizowanym w centrum miasta na Via della Resistenza. Obiekt został otwarty w pierwszej połowie lat 70. XX wieku. Nosi imię Valentino Mazzoli, piłkarza reprezentacji Włoch, który w 1949 roku wraz z większością graczy Torino FC zginął w katastrofie lotniczej na wzgórzu Superga. W 2002 roku obiekt przeszedł gruntowną renowację płyty boiska i okalającego ją toru lekkoatletycznego. Pojemność stadionu wynosi 2610 miejsc, z czego większość z nich znajduje się na w pełni zadaszonej trybunie głównej.

## Znani piłkarze
- Nicola Bacciocchi
- Maicol Berretti
- Rosario Castronovo
- Nicola Innocentin
- Nicola Pozzi